# Luc Robitaille Trophy
Luc Robitaille Trophy je hokejová trofej v juniorské lize Quebec Major Junior Hockey League, kterou obdrží tým, který v základní části QMJHL vstřelí nejvíce branek. Trofej je pojmenována po bývalém hráči QMJHL a NHL Lucu Robitaillovi.

## Vítězové
| Sezóna  | Tým                                       | Góly |
| ------- | ----------------------------------------- | ---- |
| 2013/14 | Val-d’Or Foreurs                          | 306  |
| 2012/13 | Halifax Mooseheads                        | 347  |
| 2011–12 | Victoriaville Tigres                      | 311  |
| 2010–11 | Saint John Sea Dogs                       | 324  |
| 2009–10 | Saint John Sea Dogs                       | 309  |
| 2008–09 | Drummondville Voltigeurs                  | 345  |
| 2007–08 | Rouyn-Noranda Huskies                     | 294  |
| 2006–07 | Cape Breton Screaming Eagles              | 308  |
| 2005–06 | Quebec Remparts                           | 349  |
| 2004–05 | Rimouski Océanic                          | 333  |
| 2003–04 | Gatineau Olympiques                       | 306  |
| 2002–03 | Baie-Comeau Drakkar                       | 319  |
| 2001–02 | Baie-Comeau Drakkar Shawinigan Cataractes | 288  |